# فابیو کاتاکینی
فابیو کاتاکینی (انگلیسی: Fabio Catacchini؛ زادهٔ ۱۹ ژانویهٔ ۱۹۸۴) بازیکن فوتبال اهل ایتالیا است.
از باشگاه‌هایی که در آن بازی کرده‌است می‌توان به باشگاه فوتبال پارما، باشگاه فوتبال فروزینونه، و باشگاه فوتبال پیستویزه اشاره کرد.
وی همچنین در تیم ملی فوتبال Italy Mediterranean بازی کرده‌است.